# Дневник наёмного убийцы
«Дневник наёмного убийцы» (англ. Diary of a Hitman) — американский кинофильм 1991 года. Первый и, одновременно, последний художественный фильм снятый Роем Лондоном, более известным своими актёрскими работами для телевидения. Экранизация пьесы Кеннета Прессмена «Insider's Price».

## Сюжет
Наёмный убийца мечтает уйти на покой. Близится последнее задание, после которого он сможет выплатить остаток кредита за дом и покончить с тёмным прошлым. Заказчик назначает ему встречу в церкви, где неожиданно эмоционально объясняет ему, сколь важно, чтобы его жена и грудной ребёнок погибли. И становится ясно, что что-то с этим заданием не так…

## В ролях
| Актёр          | Роль         |
| -------------- | ------------ |
| Форест Уитакер | Деккер       |
| Шерилин Фенн   | Джейн Зидзиг |
| Сеймур Кассель | Кёниг        |
| Льюис Смит     | Зидзиг       |
| Шэрон Стоун    | Кики         |
| Джеймс Белуши  | Шэнди        |
| Лоис Чайлз     | Шейла        |

## История проката
В американском прокате фильм пребывал всего одну неделю, с 1 по 7 мая 1992 года. Премьера прошла в 18 кинотеатрах страны. За это время кинолента собрала 31 815 долларов.

## Награды и номинации
Список наград и номинаций приведён в соответствии с данными IMDb.
| Премия                                | Категория             | Имя        | Результат |
| ------------------------------------- | --------------------- | ---------- | --------- |
| Фестиваль американского кино в Довиле | Специальный приз жюри | Рой Лондон | Номинация |